# Juanito (football, 1965)
Pour les articles homonymes, voir Juanito.
Juan Francisco Rodríguez Herrera, connu également sous le nom de Juanito, né le 10 mai 1965 à Santa Cruz de Tenerife en Espagne, est un footballeur international espagnol qui occupe le poste de défenseur et reconverti en dirigeant de club. Il compte cinq sélections avec l'équipe d'Espagne.

## Biographie

### Carrière de joueur

#### En club
Né à Santa Cruz de Tenerife dans les Îles Canaries le 10 mai 1965, Juan Francisco Rodríguez Herrera, surnommé Juanito, intègre à 18 ans l'Unión Deportiva Güímar et devient titulaire en défense centrale au sein d'un club qui termine premier de son groupe en championnat. Repéré par l'UD Las Palmas, club figurant alors en Segunda División, il rejoint ce club et passe alors professionnel. Il dispute 30 matchs de championnat durant cette saison et le remporte, ce qui valide la montée de Las Palmas en Primera División. Il dispute deux saisons supplémentaires au sein du club canarien.
Transféré en 1987 au Real Saragosse contre une indemnité de 55 millions de pesetas, il est titulaire indiscutable de sa nouvelle équipe, son poste alternant en revanche entre défenseur central et milieu défensif. Ses performances lui permettent de découvrir l'équipe d'Espagne. Cité pour être une recrue potentielle du Real Madrid, ce transfert ne se concrétise pas. Juanito signe à l'Atlético de Madrid durant l'été 1990 contre une indemnité de 36 millions de pesetas,.
Au sein du club rojiblanco il est lors de sa première saison vice-champion d'Espagne et lauréat de la Coupe d'Espagne. À nouveau vainqueur de la Coupe d'Espagne en 1991-1992, il est cette fois troisième du championnat. Il dispute deux autres saisons avec les Colchoneros.
En juillet 1994, Juanito signe un contrat portant sur deux saisons avec le Séville FC, club où il retrouve Luis Aragonés, un de ses anciens entraîneurs à Madrid qui a souhaité sa venue. Un lien est également fait entre ce transfert et celui de Diego Simeone qui lui fait le trajet inverse. À l'issue de son contrat, qui n'est pas prolongé, Juanito est blessé à un genou. Il rejoint alors le CF Extremadura qui vient d'obtenir son accession en Primera División. Le contrat porte initialement sur un an ferme et un an en option. Avec ce club, il vit une relégation, une accession en Liga, une nouvelle relégation et une dernière saison en Segunda División.
Juanito dispute un total de 462 matchs de championnat durant sa carrière dont 385 en Primera División et est jusqu'à mi-novembre 2001 le joueur ayant récolté le plus de cartons rouges dans l'histoire de la Liga avant d'être dépassé par Xavier Aguado.

#### En sélection
La première sélection en équipe nationale de Juanito a lieu le 15 novembre 1989 contre la Hongrie, un match comptant pour les éliminatoires de la Coupe du monde 1990. Associé en défense centrale à Manuel Sanchís, Juanito inscrit le troisième but de la victoire espagnole 4-0. Quelques mois plus tard, il ne figure pas dans la sélection espagnole pour cette Coupe du monde. Le sélectionneur Luis Suárez explique privilégier au poste de libéro Genar Andrinúa et considère les jeunes Fernando Hierro et Rafael Alkorta comme étant plus polyvalents que Juanito. La dernière sélection de Juanito avec la Roja se déroule le 17 avril 1991 contre la Roumanie à Cáceres et se solde par une défaite espagnole 2-0. Son bilan en sélection est de deux victoires, trois défaites et un but inscrit.

### Après-carrière
Une fois sa carrière terminée, Juanito demeure au CF Extremadura, intégrant son encadrement en tant que secrétaire technique. En décembre 2001, Juanito, qui possède 10 % du capital du club, se présente à l'élection pour la présidence où il a comme adversaire le sortant Pedro Nieto. Il est élu et reste en poste jusqu'en juillet 2004, date à laquelle il présente sa démission et annonce sa volonté de prendre un poste d'entraîneur. Nieto lui succède.
Juanito fait ensuite son retour dans sa région natale des îles Canaries et intègre l'encadrement de l'UD Las Palmas, le club de ses débuts professionnels en tant que joueur, en tant que directeur sportif. À la fin du mois de mars 2006, Josip Višnjić, l'entraîneur du club alors en Segunda División B, démissionne. Juanito est nommé à sa place, initialement en intérim. Après une victoire 3-0 à l'extérieur contre le CD Ourense, la décision est prise de le maintenir sur le banc et Las Palmas est promu en Segunda División en fin de saison. Reprenant alors ses fonctions de directeur sportif, l'équipe est confiée à Carlos Sánchez Aguiar, déjà son entraîneur durant quelques mois en 2005. Les résultats ne suivent pas, Las Palmas étant avant-dernier du classement, et il est remplacé par Juanito à l'issue de la sixième journée de championnat. Le maintien est obtenu en fin de saison et cette fois, Juanito reste à ce poste pour la saison suivante. Lors de celle-ci, il n'obtient qu'une victoire durant les dix premières journées de championnat et quitte alors ses fonctions pour redevenir directeur sportif,. Dans ce cadre, il nomme Juan Manuel Rodríguez au poste d'entraîneur. En juin 2009, alors que Las Palmas est le premier non-relégable en championnat, Juanito est démis de ses fonctions. En 2010-2011, il devient conseiller du président de l'UD Las Palmas, servant d'intermédiaire entre lui et la direction sportive. En 2014-2015, il est dirigeant du Real Ávila avant de réintégrer l'UD Las Palmas où il s'occupe des relations du club à l'international. En juillet 2018, il devient recruteur et se consacre spécifiquement au territoire espagnol.

## Palmarès
Champion de Segunda División avec l'UD Las Palmas en 1984-1985, Juanito remporte également avec l'Atlético de Madrid la Coupe d'Espagne à deux reprises, en 1991 et en 1992.

## Statistiques
Le tableau ci-dessous résume les statistiques en match officiel de Juanito durant sa carrière de joueur professionnel,.
| Saison                | Club                    | Championnat           | Championnat | Championnat | Coupe nationale | Coupe nationale | Coupe de la Ligue | Coupe de la Ligue | Compétition(s) continentale(s) | Compétition(s) continentale(s) | Compétition(s) continentale(s) | Espagne | Espagne | Total | Total |
| Saison                | Club                    | Division              | M.          | B.          | M.              | B.              | M.                | B.                | Comp.                          | M.                             | B.                             | M.      | B.      | M.    | B.    |
| 1983-1984             | UD Güímar               | Tercera División      | -           | -           | 4               | 0               | -                 | -                 | -                              | -                              | -                              | -       | -       | 4     | 0     |
| 1984-1985             | UD Las Palmas           | Segunda División      | 30          | 1           | 7               | 3               | 4                 | 0                 | -                              | -                              | -                              | -       | -       | 41    | 4     |
| 1985-1986             | UD Las Palmas           | Primera División      | 32          | 1           | 5               | 1               | 2                 | 0                 | -                              | -                              | -                              | -       | -       | 39    | 2     |
| 1986-1987             | UD Las Palmas           | Primera División      | 38          | 2           | 4               | 0               | -                 | -                 | -                              | -                              | -                              | -       | -       | 42    | 2     |
| 1987-1988             | Real Saragosse          | Primera División      | 28          | 1           | 2               | 0               | -                 | -                 | -                              | -                              | -                              | -       | -       | 30    | 1     |
| 1988-1989             | Real Saragosse          | Primera División      | 34          | 7           | 2               | 0               | -                 | -                 | -                              | -                              | -                              | -       | -       | 36    | 7     |
| 1989-1990             | Real Saragosse          | Primera División      | 33          | 6           | 3               | 1               | -                 | -                 | C3                             | 4                              | 1                              | 2       | 1       | 42    | 9     |
| 1990-1991             | Club Atlético de Madrid | Primera División      | 36          | 5           | 6               | 1               | -                 | -                 | C3                             | 1                              | 1                              | 3       | 0       | 46    | 7     |
| 1991-1992             | Club Atlético de Madrid | Primera División      | 28          | 2           | 2               | 0               | -                 | -                 | C2                             | 6                              | 0                              | -       | -       | 36    | 2     |
| 1992-1993             | Club Atlético de Madrid | Primera División      | 25          | 4           | -               | -               | -                 | -                 | C2                             | 6                              | 1                              | -       | -       | 31    | 5     |
| 1993-1994             | Club Atlético de Madrid | Primera División      | 31          | 1           | 2               | 1               | -                 | -                 | -                              | -                              | -                              | -       | -       | 33    | 2     |
| 1994-1995             | Séville FC              | Primera División      | 14          | 2           | 4               | 1               | -                 | -                 | -                              | -                              | -                              | -       | -       | 18    | 3     |
| 1995-1996             | Séville FC              | Primera División      | 28          | 2           | 4               | 0               | -                 | -                 | C3                             | 4                              | 1                              | -       | -       | 36    | 3     |
| 1996-1997             | CF Extremadura          | Primera División      | 38          | 3           | 3               | 1               | -                 | -                 | -                              | -                              | -                              | -       | -       | 41    | 4     |
| 1997-1998             | CF Extremadura          | Segunda División      | 35          | 0           | 4               | 0               | -                 | -                 | -                              | -                              | -                              | -       | -       | 39    | 0     |
| 1998-1999             | CF Extremadura          | Primera División      | 20          | 0           | 2               | 0               | -                 | -                 | -                              | -                              | -                              | -       | -       | 22    | 0     |
| 1999-2000             | CF Extremadura          | Segunda División      | 12          | 2           | 1               | 0               | -                 | -                 | -                              | -                              | -                              | -       | -       | 13    | 2     |
| Total sur la carrière | Total sur la carrière   | Total sur la carrière | 462         | 39          | 55              | 9               | 6                 | 0                 | -                              | 21                             | 4                              | 5       | 1       | 549   | 53    |